# نشم ثنائي الحجيرة
نشم ثنائي الحجيرة أو نشم أو تنبك (الاسم العلمي:Grewia bilocularis) هو نوع من النباتات يتبع جنس النشم من الفصيلة الخبازية. يوجد فقط في اليمن.